# Phêrô Nguyễn Văn Đệ
Phêrô Nguyễn Văn Đệ (sinh 1946) là một Giám mục của Giáo hội Công giáo tại Việt Nam. Ông từng đảm trách vai trò Giám mục phụ tá Giáo phận Bùi Chu (2005–2009), giám mục chính tòa Giáo phận Thái Bình (2009–2022), Chủ tịch Ủy ban Tu sĩ của Hội đồng Giám mục Việt Nam nhiệm kì 2013–2016 và nhiệm kì 2016–2019. Khẩu hiệu Giám mục của ông là "Hãy cho tôi các linh hồn". Ngoài tiếng mẹ đẻ là tiếng Việt, ông còn có thể giao tiếp bằng tiếng Anh, tiếng Pháp và tiếng Latinh.

## Thân thế và tu tập
Giám mục Phêrô Nguyễn Văn Đệ sinh ngày 15 tháng 1 năm 1946 tại Trí Bưu, Thạch Hãn (nay thuộc phường 2, thị xã Quảng Trị), tỉnh Quảng Trị, thuộc tổng giáo phận Huế. Vì có chí hướng tu tập, ngày 15 tháng 8 năm 1965, chàng trai trẻ Nguyễn Văn Đệ tiến đến việc được tổ chức nghi thức khấn dòng, gia nhập tu hội Dòng Salêdiêng Don Bosco.
Sau khi học xong trung học, cậu tiếp tục con đường tu học của mình bằng việc được gửi đi học Triết học tại Hồng Kông trong khoảng thời gian từ năm 1965 đến năm 1968, sau đó tiếp tục theo học Thần học tại Giáo hoàng Học viện Thánh Piô X Đà Lạt trong khoảng thời gian từ năm 1970 đến năm 1974.

## Linh mục
Phó tế Phêrô Nguyễn Văn Đệ, sau nhiều năm tu tập tại nhiều nơi theo quy định của Giáo luật, tiến đến việc được thụ phong linh mục vào ngày 17 tháng 12 năm 1973. Sau khi thụ phong chức vụ linh mục, vị linh mục trẻ tuổi Nguyễn Văn Đệ trở thành linh mục giáo sư Nhà tập Dòng Don Bosco (1976–1979). Sau đó, ông trở thành linh mục Chánh xứ giáo xứ Xuân Hiệp, quận Thủ Đức thuộc Tổng giáo phận Thành phố Hồ Chí Minh (1979–1991). Từ năm 1991, ông đảm nhiệm vai trò Bề Trên Giám tỉnh Dòng Salesien Việt Nam và giữ chức vụ này cho đến năm 1997.
Từ năm 1997 đến năm 2000, ông đảm nhận chức vụ Giám đốc Học viện Thần học Salesien Don Bosco. Sau đó, linh mục Đệ đóng vai trò là Giáo sư Đại chủng viện Hà Nội.

## Giám mục

### Giám mục Phụ tá Bùi Chu
Ngày 29 tháng 11 năm 2005, Tòa Thánh loan tin Giáo hoàng Biển Đức XVI đã tuyển chọn linh mục Phêrô Nguyễn Văn Đệ, dòng Don Bosco, làm Giám mục phụ tá Giáo phận Bùi Chu, với hiệu tòa Ammaedara. Lễ tấn phong cho tân giám mục được tổ chức sau đó vào ngày 18 tháng 1 năm 2006 tại quảng trường nhà thờ chính toà Bùi Chu, với phần nghi thức truyền chức được cử hành bởi Giám mục chủ phong Giuse Hoàng Văn Tiệm, giám mục chính tòa Bùi Chu và 2 giám mục phụ phong gồm Tổng giám mục Tổng giáo phận Hà Nội Giuse Ngô Quang Kiệt và Tổng giám mục Stêphanô Nguyễn Như Thể từ Tổng giáo phận Huế.

### Giám mục chính tòa Thái Bình
Ngày 6 tháng 7 năm 2009, Hồng y Ivan Dias và giám mục Robert Sarah gửi thư đến Giám mục Phanxicô Xaviê Nguyễn Văn Sang tại giáo phận Thái Bình, công bố việc sẽ công bố tin bổ nhiệm giám mục chính tòa Thái Bình là Giám mục Nguyễn Văn Đệ sau đó vào ngày 25 cùng tháng.
Ngày 25 tháng 7 năm 2009 ông được bổ nhiệm làm Giám mục chính tòa Thái Bình thay cho Giám mục Phanxicô Xaviê Nguyễn Văn Sang về hưu, ông đảm nhiệm chức vụ này kể từ ngày 9 tháng 9 năm 2009.
Năm 2013, các giám mục Việt Nam họp phiên họp trong khuôn khổ Hội đồng Giám mục Việt Nam đã nhất trí chọn giám mục Nguyễn Văn Đệ làm Chủ tịch Ủy ban Tu Sĩ thuộc Hội đồng Giám mục Việt Nam nhiệm kì 2013–2016. Tháng 10 năm 2016, các giám mục Việt nam tiếp tục chọn giám mục Đệ giữ chức vụ Chủ tịch ủy ban Tu sĩ trong nhiệm kì 2016–2019.
Ông giữ chức Giám đốc Đại chủng viện Thánh Tâm Thái Bình từ tháng 7 năm 2017.

## Từ nhiệm và hưu dưỡng
Ngày 29 tháng 6 năm 2020, Giám mục Nguyễn Văn Đệ đã công bố thông tin về ứng viên giám mục kế vị ông đảm nhận vai trò Giám mục chính tòa Thái Bình. Giám mục Đệ cho biết ông đã nhiều năm chuẩn bị với các giám mục thuộc giáo tỉnh Hà Nội đệ trình Tòa Thánh Vatican danh sách ứng viên giám mục Thái Bình. Ông cho biết sẽ viết đơn từ nhiệm vào đầu năm 2021 và chờ quyết định bổ nhiệm giám mục kế nhiệm. Giám mục Nguyễn Văn Đệ cũng kêu gọi giáo dân cầu nguyện để giáo phận sớm có tân giám mục. Ngoài ra, cùng được công bố với tin trên, còn có việc thành lập Dòng Mến Thánh giá Thái Bình và Tu đoàn Lòng Chúa Thương Xót Thái Bình; công năng Trung tâm Mục vụ Lòng Chúa Thương Xót An Lạc Thái Bình; việc mục vụ tại giáo miền Hưng Yên.
Ngày 29 tháng 10 năm 2022, Văn phòng Báo chí Tòa Thánh ra thông cáo Giáo hoàng Phanxicô đã chấp thuận cho Giám mục Phêrô Nguyễn Văn Đệ từ nhiệm sứ vụ Giám mục Chính tòa Giáo phận Thái Bình. Cùng với việc chấp thuận đơn từ nhiệm, giáo hoàng cũng bổ nhiệm linh mục Đa Minh Đặng Văn Cầu kế vị chức Giám mục Chính tòa Giáo phận Thái Bình. Theo thông cáo của Tòa Giám mục Thái Bình, ngày lễ mãn nhiệm của Giám mục Nguyễn Văn Đệ và tấn phong cho giám mục tân cử sẽ được thông báo sau.
Ban Tư vấn Giáo phận Thái Bình tổ chức họp bất thường để bầu chọn Giám quản Giáo phận Thái Bình vào ngày 31 tháng 10 năm 2022. Các linh mục thuộc ban Tư vấn đã xin (sic) Giám mục Nguyễn Văn Đệ giữ chức vị Giám quản Giáo phận trong thời gian chờ tấn phong Giám mục Tân cử. Theo thông cáo đề ngày 2 tháng 11 năm 2022 của Tòa giám mục Thái Bình, thánh lễ tri truyền chức phó tế và tri ân nguyên giám mục chính tòa Nguyễn Văn Đệ sẽ được cử hành vào ngày 1 tháng 12. Một tuần sau đó, ngày 8 tháng 12, giáo phận Thái Bình sẽ kỷ niệm lễ mừng kính Thánh Quan Thầy và cử hành lễ truyền chức linh mục. Ngoài ra, thông cáo cũng xác định các nghi thức và lễ tấn phong cho giám mục kế vị Đặng Văn Cầu vào cuối tháng 12 năm 2022.
Giám mục Nguyễn Văn Đệ đã đến Rôma, tham gia lễ truyền chức Giám mục cho Hồng y Tổng quyền dòng Don Bosco, Ángel Fernández Artime vào ngày 20 tháng 4 năm 2024.

## Tông truyền
Giám mục Phêrô Nguyễn Văn Đệ được tấn phong giám mục năm 2006, thời Giáo hoàng Bênêđíctô XVI:
- Giám mục Chủ phong: Giuse Hoàng Văn Tiệm S.D.B., giám mục chính tòa Giáo phận Bùi Chu.
- Hai giám mục phụ phong: Tổng giám mục Giuse Ngô Quang Kiệt, tổng giám mục Tổng giáo phận Hà Nội và Tổng giám mục Stêphanô Nguyễn Như Thể, tổng giám mục Tổng giáo phận Huế.

Giám mục Phêrô Nguyễn Văn Đệ là Giám mục chủ phong cho giám mục:
- Năm 2022, giám mục Đa Minh Đặng Văn Cầu, hiện đang là giám mục chính tòa Giáo phận Thái Bình.